# صخره عقرب
صخره عقرب (به اسپانیایی: Scorpion Reef) یک آب‌سنگ حلقوی و آب‌سنگ در مکزیک است که در Progreso Municipality واقع شده‌است.